# Revolución nepalí de 1990
El Movimiento Popular de 1990 (en nepalí: २०४६ जनआन्दोलन, romanizado: 2046 Jana Andolan) fue un movimiento multipartidista en Nepal que puso fin a la monarquía absoluta y el comienzo de la monarquía constitucional. También eliminó el sistema Panchayat.
El movimiento estuvo marcado por la unidad entre los distintos partidos políticos. Varios partidos comunistas no sólo se agruparon en el Frente de Izquierda Unida (ULF), sino que también cooperaron con partidos como el Congreso Nepalí (NC). De esta unión de partidos nació el Partido Comunista de Nepal (Marxista-Leninista Unificado). 

## Trasfondo
Nepal había sufrido un levantamiento civil en 1950-1951, que condujo al establecimiento de una democracia parlamentaria bajo una monarquía constitucional aunque mantenía cierto carácter absoluto. Sin embargo, el período de gobierno parlamentario pronto terminó después de un golpe de Estado en 1960 liderado por el rey Mahendra que llevó a la prohibición de los partidos políticos y a que el poder ejecutivo sobre el gabinete y el parlamento pasó efectivamente al poder del monarca. Este régimen político, conocido como sistema Panchayat, había persistido desde entonces.

## Historia
En 1989, dos grupos, el Congreso Nepalí, un grupo procomunista y el partido político ilegal más grande del país, y el Frente de Izquierda Unida, una coalición de partidos comunistas e izquierdistas, se unieron para lanzar una campaña para lograr una democracia multipartidista en Nepal. El Jana Andolan (Movimiento Popular) comenzó oficialmente el 18 de febrero de 1990 (BS २०४६ फागुन ०७), ahora día de la Democracia en Nepal, y terminó oficialmente después de 49 largos días. Para detener el movimiento, el gobierno arrestó a líderes nacionales y de distrito tanto del CN como del FIU el 17 de febrero de 1990, y prohibió todos los periódicos de la oposición.
En un discurso radial, el rey pidió a la nación que se mantuviera unida con la monarquía y buscara reformas democráticas a través de canales constitucionales. A finales de febrero, la policía disparó contra una manifestación en Bhaktapur y mató a 12 personas. El movimiento se hizo cada vez más grande y peligroso cuando miles de estudiantes marcharon contra la policía antidisturbios y cientos fueron arrestados y heridos. El movimiento convocó un bandhs (una especie de huelga general) que rápidamente se extendió por todo el país.
La comunicación entre los miembros de la oposición legal fracasó y en ocasiones el rey estuvo ausente, lo que dejó a los gobiernos locales lidiar con las protestas como mejor les pareciera. Algunos incluso se unieron al movimiento en ausencia de un gobierno central. Estas protestas escalaron desde el campo hasta llegar a la capital, Katmandú. Después de que el ejército matara a manifestantes en Patan a principios de abril, el movimiento reunió a unas 200.000 personas que marcharon en protesta contra la monarquía en la capital.
Durante varios días, la policía disparó y causó la muerte de numerosos manifestantes, mientras estos bloqueaban calles, se enfrentaban a los agentes y mostraban banderas exigiendo el regreso del sistema democrático multipartidista que había existido en el país en la década de 1950. En el punto culminante de las protestas, la gente rodeó los edificios gubernamentales, instando al rey a acepar sus demandas. En ese momento, muchos policías optaron por no confrontar a los manifestantes, prefiriendo observar como algunos de ellos vandalizaban propiedades del gobierno, incluyendo el automóvil del primer ministro y una estatua del rey Mahendra. Como resultado de estos incidentes, los líderes decidieron cancelar las protestas. El 8 de abril de 1990, el rey levantó la prohibición de los partidos políticos.
El Movimiento Popular de 1990 redactó la constitución que entró en vigor en noviembre de 1990. Esta constitución obligó a la monarquía del rey Birendra Bir Bikram Shah Dev a entregar las decisiones de gobierno al pueblo nepalí. A través de mítines y protestas, se convenció al rey Birendra de hacer cumplir una nueva constitución del pueblo, e identificó al pueblo como la fuente de legitimidad política y de las garantías de derechos básicos. Ahora los ciudadanos nepaleses mayores de 18 años pueden votar. Debido a las altas tasas de analfabetismo, cerca del 40% de la población, los partidos políticos están relacionados o asociados con símbolos. Por ejemplo, el Árbol representa el Partido del Congreso Nepalí y el Sol representa el Partido Marxista-Leninista Unificado.
La construcción de la constitución enfrentó muchas dificultades debido al abismo entre las elites y el votante típico. Los líderes de los partidos más destacados son típicamente ciudadanos de clase alta que rara vez se preocupan o se asocian con el sector más amplio de la población de Nepal, en el que el votante típico tenía una alta probabilidad de ser analfabeto y tener un alto apego étnico. Esta gran disparidad aumentó la dificultad de crear un sistema utilizable que permitiera a los funcionarios electorales y a los ciudadanos nepaleses crear un nuevo sistema y, al mismo tiempo, adoptar tradiciones y creencias sobre las castas.